# Jessica Jislová
Jessica Jislová, född 28 juli 1994, är en tjeckisk skidskytt som debuterade i världscupen i januari 2014. Hennes första pallplats i världscupen kom i stafett den 5 mars 2017 i Pyeongchang i Sydkorea.